# L'eroico ammazzasette
L'eroico ammazzasette (Brave Little Tailor) è un film del 1938 diretto da Bill Roberts. È un cortometraggio d'animazione della serie Mickey Mouse, adattamento di una fiaba dei Fratelli Grimm con Topolino nel ruolo del protagonista. Partecipò in concorso alla 6ª Mostra internazionale d'arte cinematografica di Venezia e fu poi distribuito negli Stati Uniti dalla RKO Radio Pictures il 23 settembre 1938. Il cartone animato fu candidato all'Oscar al miglior cortometraggio d'animazione ai premi Oscar 1939 ma perse a favore di un altro corto Disney, Ferdinando il toro. Nel 1994 si classificò al 26º posto nel libro The 50 Greatest Cartoons. È stato distribuito anche coi titoli L'ammazzasette e, dal 1991, Il piccolo sarto coraggioso.

## Trama
In un piccolo regno medievale, un gigante terrorizza la popolazione e il re ha promesso una ricompensa a chi lo catturerà o ucciderà. Nella sua bottega, il sarto Topolino uccide sette moscerini in una sola volta mentre lavora. Fuori dalla sua finestra due paesani stanno parlando dei giganti e Topolino si intromette vantandosi di averne "uccisi sette in un colpo solo". La diceria si diffonde velocemente in tutto il regno. Il re convoca Topolino per chiedergli se sia tutto vero. Ancora ignaro del malinteso, Topolino comincia a raccontare come abbia ucciso i sette moscerini, impressionando il monarca che lo nomina "Sterminatore Reale del Gigante". Dopo aver appreso l'equivoco, Topolino cerca di rifiutare, ma il re gli offre un ingente premio in denaro e la mano di sua figlia, la principessa Minni, se ucciderà (o almeno sottometterà) il gigante. Colpito dalla principessa, Topolino accetta e parte per il rifugio del gigante.
Durante il tragitto però, Topolino si rende conto che non sa catturare un gigante. Proprio in quel momento il gigante arriva, costringendolo a cercare un posto dove nascondersi. Il gigante si siede a mangiare, bere e fumare (arrotolando una sigaretta da un pagliaio in cui era nascosto Topolino). Topolino finisce così nella sigaretta del gigante, e si fa scoprire starnutendo. Il gigante arrabbiato tenta di schiacciare il sarto, che gli lega gli arti con ago e filo fino a farlo cadere a terra, sconfiggendolo. Poco tempo dopo, sul luogo della battaglia è stato costruito un parco di divertimento alimentato con l'energia eolica generata dal russare del gigante e gli sposi Topolino e Minni si godono un giro su una delle giostre insieme al re.

## Distribuzione

### Edizione italiana
Il corto fu distribuito in Italia il 16 ottobre 1952 come primo titolo del breve programma Trittico allegro, a seguito del film Robin Hood e i compagni della foresta, ma non è noto se fosse doppiato. Fu doppiato dalla Effe Elle Due sotto la direzione di Franco Latini per l'inclusione nella VHS C'era una volta un topo, uscita nel marzo 1986. Il corto fu poi ridoppiato nel 1991 dal Gruppo Trenta per la trasmissione televisiva e nelle successive pubblicazioni home video. Nel 2012 il corto fu nuovamente ridoppiato dalla Royfilm sotto la direzione di Leslie La Penna e su dialoghi di Nunziante Valoroso per la trasmissione nel programma Topolino che risate!. Non essendo stata registrata una colonna internazionale, nelle scene di dialogo la musica è sostituita da una versione sintetizzata.

### Cinema
- Robin Hood e i compagni della foresta (16 ottobre 1952)[3]

### Edizioni home video

#### VHS
America del Nord
- More of Disney's Best 1932-1946 (1984)
- Starring Mickey & Minnie (6 ottobre 1987)
- Mickey Loves Minnie (5 gennaio 1999)

Italia
- C'era una volta un topo (marzo 1986)[4]
- Il mio eroe Topolino (23 marzo 2004)[5]

#### DVD e Blu-ray Disc
Una volta restaurato, il cortometraggio fu inserito come contenuto speciale nella prima edizione DVD de La spada nella roccia uscita in America del Nord il 20 marzo 2001 e in Italia il 25 settembre 2002, e fu poi incluso in tutte le successive edizioni DVD e Blu-ray Disc del film. È presente anche nel secondo disco della raccolta Topolino star a colori, facente parte della collana Walt Disney Treasures e uscita in America del Nord il 4 dicembre 2001 e in Italia il 21 aprile 2004. In Italia il corto è incluso, senza i titoli di testa e di coda, anche nell'antologia VHS e DVD Il mio eroe Topolino (uscita il 23 marzo 2004). In America del Nord fu invece incluso anche nel volume 3 della collana It's a Small World of Fun (uscito il 16 maggio 2006) e nel DVD Mickey and the Beanstalk (uscito il 7 aprile 2009 come primo volume della collana Walt Disney Animation Collection).

## Altri media
Tra il 28 agosto e il 27 novembre 1938 fu pubblicato un adattamento a fumetti del cortometraggio in tredici tavole settimanali col titolo Topolino ammazzasette. Le due tavole iniziali e quella finale mostrano Topolino e Minni prima e dopo le riprese del film. Nella tavola finale appare anche Pippo, con lo stesso abbigliamento che indossa nel cortometraggio precedente Topolino, Pippo e Paperino cacciatori di balene. La storia fu scritta da Merrill De Maris e disegnata da Floyd Gottfredson e Manuel Gonzales. Nel settembre 1952 fu pubblicato nel primo numero della rivista Silly Symphonies un altro adattamento in sedici tavole dal titolo The Brave Little Tailor disegnato da Dick Hall e inedito in Italia.